# Hylopetes alboniger
Hylopetes alboniger — вид гризунів родини вивіркових (Sciuridae).

## Поширення
Вид поширений у Південно-Східній Азії (Бангладеш, Бутан, Камбоджа, Китай, Індія, Лаос, М'янма, Непал, Таїланд та В'єтнам). Білка мешкає у тропічних та субтропічних дощових лісах.

## Опис
Тіло завдовжки 17,5—24,7 см, хвіст — 17,2—22,7 см. Горло біле. Навколо горла до щік та вух лежить комірець сіруватого кольору. Обидві сторони вух вкриті дрібним чорним пухом. Спина червонувато-коричневого забарвлення, плавно переходить у чорні боки та хвіст. Черево білого або кремового кольору.